# Jacob Marmorosch
Jacob Marmorosch (n. 1 decembrie 1823, Colomeea, Imperiul Austriac - d. 11 ianuarie 1905, Viena) a fost un zaraf, cămătar, bancher, cunoscut mai ales ca unul dintre întemeietorii Băncii Marmorosch Blank, alături de asociatul și cumnatul său, bancherul Iacob Löbel, și mai apoi de Mauriciu Blank.

Palatul Băncii Marmorosch Blank

## Biografie
Marmorosch a început să lucreze ca zaraf și cămătar în anul 1848 în București, în zona străzilor Băcani și Blănari. Până în anul 1857 Jacob Marmorosch a colaborat strâns cu cumnatul său, Jacob Löbel, care în 1865, a reușit să convingă conducerea Băncii Imperiale Otomane din Constantinopol (controlată de capitalul englez și francez) să înființeze o sucursală la București sub denumirea de „Banque de Roumanie”. La 1 ianuarie 1874 firma de negoț și import a lui Jacob Marmorosch s-a transformat în Banca Marmorosch, Blank & Co., cu un capital de 172.000 lei, acționând doar ca instituție de credit și fiind comanditată de Banca „Isac Löbel” din Viena, deținută de cumnatul Isac Löbel.
În anul 1870 Jacob Marmorosch s-a stabilit la Viena, unde a rămas aproape permanent până la moartea sa.
Jacob Marmorosch a fost căsătorit cu Rachel (născută Löbel, n. cca 1823, București - d. 15 iulie 1917, Viena), cu care a avut trei copii: Johanna Pisling (n. 1841, București - 1910), Amalie Lemberger (n. 1843, București) și Max Noa Marmorosch (n. 1866 - d. 22 noiembrie 1895, Viena).
A fost înmormântat pe data de 13 ianuarie 1905 în Cimitirul Central din Viena (Zentralfriedhof).